# Nogueirosa
Nogueirosa és una parròquia del municipi de Pontedeume. Segons l'Instituto Galego de Estatística en 2011 tenien 867 habitants (447 dones i 420 homes) distribuïts en 21 institucions de la població, que és una disminució en comparació amb 1999, quan tenia 929 habitants. En destaca el Castell de Nogueirosa.